# 崇妙保圣坚牢塔
崇妙保圣坚牢塔（平話字：Cùng-miêu-bō̤-séng-giĕng-lò̤-ták[福州話讀音]），位于中國福州市鼓楼区八一七中路旁，乌山东麓。因塔身为用花岗石砌建，风化后略呈黑色，故俗称“乌塔”（平話字：Ŭ-ták）。由五代时期闽国皇帝王延羲修建，是中国为数不多的五代石塔之一。宝塔及其内部的佛像、文字是研究闽国历史、宗教及雕刻艺术的珍贵资料。1961年公布为福建省文物保护单位。2001年成为全国重点文物保护单位。

## 简史
后晋天福六年（闽永隆三年，941年）闽王王延羲称帝，为给自身及属下祈福而在唐贞元无垢净光塔旧址兴建宝塔。原计划建造八角九层，但天福九年（944年），王延羲被下属刺杀，塔建七层而停工。明天启元年（1621年）大修，于底层八个转角处增嵌八大金刚立像。清康熙三十五年（1696年）重修，并重铸塔刹。1958年，因塔身倾斜，福建省人民委员会拨款维修，逐层箍以钢条，以水泥灌注石缝加固。

## 建筑和石刻
塔为楼阁式，塔身八角七层，以花岗岩石砌造，略呈黑色，通高34.74米。塔基为三层台阶式，埋没于地表下近2米，地表以上高32.86米。塔身自下而上，逐层收分，层高逐级递减，叠涩出檐。八角各有翘脊，脊端各坐镇塔佛一尊，七层共计56尊。塔顶为八面坡，覆砵结顶，上置圆球、宝塔和露盘，铁葫芦顶刹。露盘八方各垂铁链，与塔顶八角脊端连接。登塔石阶设于柱状塔身内，呈曲尺形交替而上。
第一层塔身东面设门，其余七面塔壁各设一供佛石龛，八角各立一尊明代天启元年镶嵌的金刚。从第二层起，各层均为双面对称设门，余面有长方形佛龛，下为须弥座，各龛内镶黑色页岩浮雕佛像一尊。佛像左右上方分别刻佛名和捐资祈福者题名。
宝塔每层统一供奉一佛，自下而上分别为：南无金轮王佛、南无当来下生弥勒佛、南无无量寿佛、南无多宝佛、南无药师琉璃光佛、南无龙自在王佛和南无释迦牟尼佛。佛像皆以黑色页岩为料，工艺细腻，磨琢光润，各佛的坐相、手势与法器也各不相同。
塔名碑嵌于四层东壁，黑色页岩质，高1.73米，宽0.92米，楷体双行直下书“崇妙保圣坚牢之塔”。上款为功德主王曦名号等，计42字；下款为监造官员名号等，计80字，均各一行。塔记嵌于第五层南壁，黑色页岩碑质，高1.37米，楷书碑文，篆字题额“崇妙保圣坚牢塔”，共21行，每行计27字。另有祈福题名碑嵌于七层南壁，上列闽国王室及高级官员爵号、职位及妻子爵封、姓氏等。此外，塔东南侧有唐贞元十五年（799年）所刻之“敕贞元无垢净光塔铭”碑，碑高4米，宽1.3米，龟趺，是福建省现存最为古老的碑刻。
- 乌塔及南面的石塔寺
- 塔身向南方倾斜
- 底层
- 底层转角处金刚立像

## 环境
被冠亚广场居民小区包围，东面的有一层的冠亚广场。